# 시모지정 (아이치현)
시모지 정(일본어: 下地町)은 일본 아이치현 호이군에 위치해 있었던 정이다. 에도 시대 말기에 형성된 것으로 추정되며 1932년 9월 1일 도요하시시에 합병되면서 폐지되었다. 오키나와현에 위치해 있었던 시모지정과 이름이 같으며, 시모지역의 역명이 이 지명에서 유래되었다.

## 기록
- 에도 시대가 끝날 무렵, 이 지역은 미카와 요시다 영토와 사원과 신사 영토의 영토였다.
- 1878년 -
  - 오촌과 오토리촌을 합병해 오촌이 된다.
  - 오이소촌, 오키무라촌, 스미요시촌, 시바야촌이 합병되어 오무라촌이 됨.
- 1884년 - 오촌과 오모기촌을 합병하여 오촌이 됨.
- 1889년 10월 1일 -
  - 정촌제 시행에 의해 기초자치단체가 발족.
  - 오촌과 나가세촌을 합병해 오촌이 됨.
- 1891년 10월 16일 - 시모지촌이 정제 시행으로 시모지정이 됨.
- 1906년 7월 1일 - 시모지촌, 오촌, 쓰다촌과 합쳐져 시모지정이 됨.
- 1932년 9월 1일 - 시제 시행으로 도요하시시로 이전.

## 학교
- 시모지 초등학교(현재 시모지 초등학교, 도요하시시)
- 오무라대학교 초등학교(현재 오무라초등학교, 도요하시시)
- 오카츠키 쓰다(현재 쓰다 초등학교, 도요하시시)

## 교통
- 도요카와 철도
- 낮은 지상 정지
- 아이치 전기 철도 도요하시 라인 (환승 만)